# Kanton Vitré-Ouest
Kanton Vitré-Ouest (francouzsky Canton de Vitré-Ouest) je francouzský kanton v departementu Ille-et-Vilaine v regionu Bretaň. Tvoří ho 13 obcí.

## Obce kantonu
- Champeaux
- Cornillé
- Landavran
- Marpiré
- Mecé
- Montreuil-des-Landes
- Montreuil-sous-Pérouse
- Pocé-les-Bois
- Saint-Aubin-des-Landes
- Saint-Christophe-des-Bois
- Taillis
- Val-d'Izé
- Vitré (západní část)